# Sala–Gysinge–Gävle järnväg
Sala–Gysinge–Gävle Järnväg (SGGJ), ofta kallad Salabanan eller Gysingebanan, var en svensk normalspårig järnväg med spårvidden 1435 mm.  

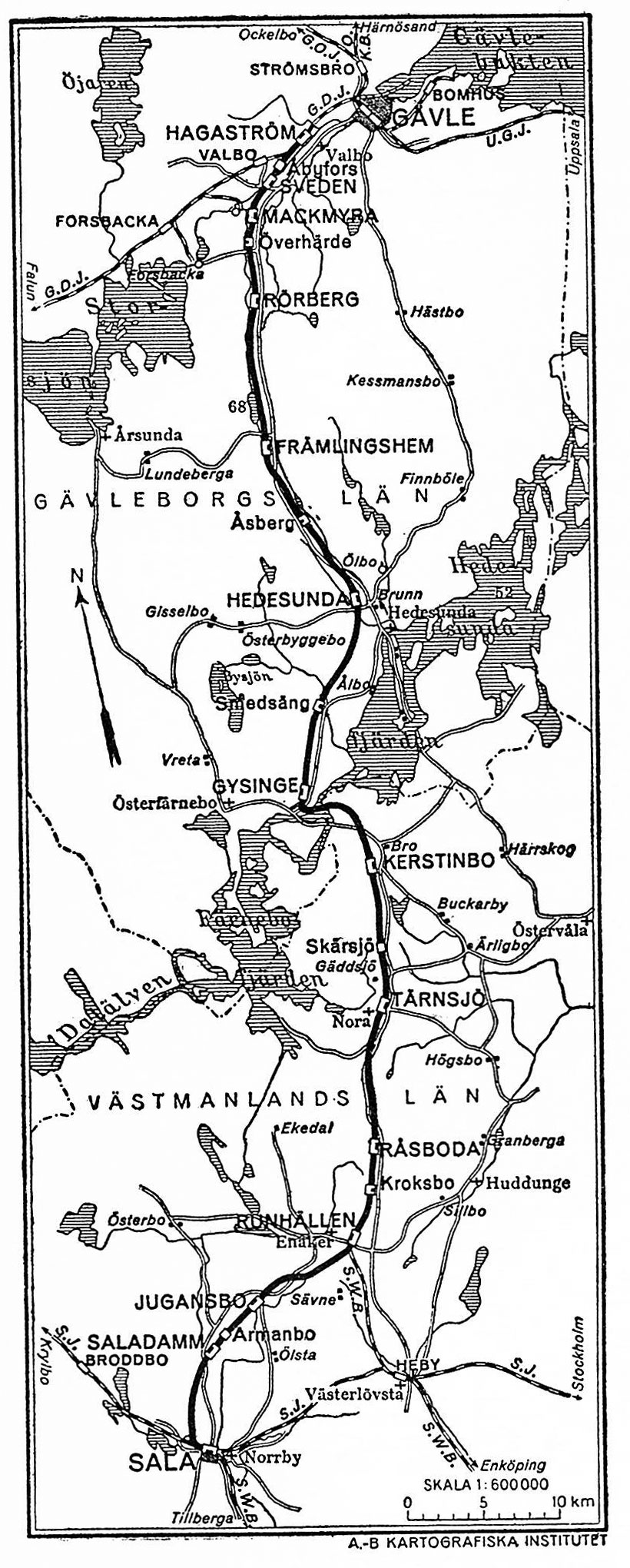
SGGJ. Karta 1926.

Banan gick från Sala via Runhällen och Kerstinbo till Gysinge och därifrån igenom Hedesunda till Mackmyra, Hagaström och slutligen till Gävle. Arbetet påbörjades 1898 och banan invigdes i sin helhet 1901. Dess totala längd var 99,15 km i huvudspår. Banan gick mestadels genom glesbygd och obebyggda områden.
Järnvägen initierades till stora delar av Gustaf Benedicks som var ägare till Gysinge Bruk och önskade förbättra brukets transportmöjligheter. Från början var tanken en bandragning från Uppsala mot nordväst via Bälinge, Harbo, Rödjebro och Nora-Tärnsjö och därifrån vidare till Gysinge. Från Tärnsjö tänkte man sig en anslutande bana över Östervåla fram till Tierp. Ganska snart kom dock fram planer på att förlänga banan från Gysinge vidare norrut till Gävle. I Sala började man dock nu visa intresse för projektet, då man ville få till stånd en järnväg mellan Sala och Gävle. Borgmästaren i Sala Otto Lundberg inledde förhandlingar med Benedicks, och han lyckades övertala honom om att en dragning från Sala till Gävle hade stora chanser att vinna framgångar. 1895 hölls ett möte för intresserade; kort därefter registrerades järnvägsbolaget och aktieteckning inleddes. Järnvägsbygget visade sig bli mycket dyrare än man tänkt sig. Då tillstånd för byggstart gav strax före jul 1897 hade kostnadsberäkningarna stigit till omkring 3 miljoner kronor. Trots beviljade statslån på halva summan saknades finansiering för projektet när bygget inleddes i maj 1898. Ett problem var också att Gävle stad visade sig ganska ointresserade av projektet, och för anslutningen till Gävle hamn blev man beroende av Gävle–Dala Järnväg som krävde att få trafikera sträckan från Hagaström till Gävle hamn själva. Carl Jehander blev ledare för själva järnvägsbygget. Det ville sig dock inte bättre än att han gick i konkurs innan arbetet var färdigt, och järnvägsbolaget fick själva ta över ansvaret för byggnationen. 22 december 1900 kunde trafiken på bansträckan Hagaström–Gysinge öppnas, och 29 juni 1901 invigdes banan.
Banan hade redan kostat mer än vad som var tänkt, och två månader efter invigningen brann sulfitfabriken i Gysinge ned. Man fick även problem i samarbetet med Gävle–Dala Järnväg om trafiken närmast Gävle. Även den delade kostnaden med Statens Järnvägar för stationen i Sala vållade besvär. Sommaren 1902 startade dock Otto Lundberg tillsammans med ett antal kompanjoner Tärnsjö såg & kvarn, vilket gav en utökad trafik, men samtidigt tvingades järnvägsbolaget att teckna aktier i sågverket. Gysinge bruk hade länge gått allt sämre, och hösten 1903 tvingades Gustaf Benedicks slutligen att sälja aktiemajoriteten i bruket till Stora Kopparbergs Bergslags AB och flytta från Gysinge. Driften fortsatte i mindre skala fram till 1926, men godstransporterna med järnvägen minskade betydligt. Man gjorde flera försök till besparingar, men svårigheterna fortsatte. 1913 gick järnvägsbolaget slutligen i konkurs, och järnvägen övertogs av ett nystartat bolag, Sala–Gysinge–Gävle Nya Järnvägsaktiebolag. Ordförande i styrelsen blev Gustaf Benedicks son Edward Benedicks. Problemen med lönsamheten fortsatte dock. Som en konsekvens av problem förstatligades banan 1937, ungefär samtidigt som några av de kringliggande privata järnvägarna.
De låga passagerarsiffrorna gjorde att järnvägen tidigt hade fått försöka minska kostnaderna för trafiken, bland annat genom försök med motorvagnar. Med förstatligandet följde införande av rälsbussar i persontrafiken men förlusterna kvarblev och även godstrafiken var av liten omfattning. Persontrafiken lades ned helt 1964 liksom godstrafiken på större delen av sträckan. Linjens sträckning som en genväg mellan Gävle och Sala var trots allt en lämplig rutt för godståg men banan var klent byggd och tålde inga tyngre tåg. Framförallt broarna över Dalälven söder om Gysinge visade sig vara underdimensionerade och kostnaden för att förstärka banan ansågs inte motsvara nyttan. Bron över Gavleån fick däremot en ny brobana som medgav tyngre tåg vid en upprustningskampanj under slutet av 1950-talet. Tack vare detta kunde trafik till Mackmyra och Södra Valbo bedrivas utan kraftiga viktrestriktioner.
Rivningen av järnvägen kom att dröja ett tag efter nedläggningen men under åren 1970−1971 revs sträckan Mackmyra–Råsboda varefter kortare stumpar av banan fanns kvar i respektive ände. Från Mackmyra slutade godstågen att rulla 1977 och rälsen revs upp 1979, varefter den norra biten bestod av Södra Valbo-Hagaström, som trafikerades fram till 1990. I södra änden närmast Sala förekom transporter från grusgropen i Råsboda fram till slutet av 1970-talet. Därefter revs spåret söderut upp 1981 tills endast Sala–Köpalla återstod, en sträcka som slutgiltigt nedlades 1995. Banvallarna är till stora delar utnyttjade för skogsbruk och vandringsleder och broarna över både Gavleån och Dalälven ligger kvar intakta. De senare utgör en imponerande syn och ingår numera i en vandringsled.
Planer fanns att göra om delar av sträckningen till museijärnväg. 1975 föreslogs att bandelen Råsboda–Sala skulle bevaras och förlängas till Östa som turistjärnväg. Projektet döptes till Silverbanan. Många av stationerna hade dock redan hunnit säljas som fritidshus, och många järnvägsentusiaster intresserade sig mer för ett bevarande av Uppsala–Enköpings Järnväg än Silverbanan. Nora kommun kom 1978 att i stället föreslå inrättandet av Nora Bergslags Veteran-Jernväg vilket blev spiken i kistan för planerna på en Silverbana.